# Irene Gómez Santos
Irene Rosario Gómez Santos  (Callao, 27 de julio de 1963) es una política española, doctora en Derecho y miembro del partido político Podemos. Es diputada autonómica por la provincia de Castellón de Las Cortes Valencianas y ha sido Portavoz de la Comisión de Sanidad y Consumo y de la Comisión de Coordinación, Organización y Régimen de las Instituciones de la Generalidad Valenciana hasta enero de 2021. Vicepresidenta y Portavoz en la Comisión de Asuntos Europeos, Secretaria y Portavoz en la Comisión de Política Social y Empleo, en la Comisión de Educación y Cultura y en la Comisiódade Justicia, Gobernación y Administración Local, además de Portavoz en la Comisión de Reglamento. Además, es miembro suplente de la Diputación Permanente de Las Cortes Valencianas desde el 6 de abril de 2020. Reside en Castellón, donde vive junto a su madre, hija y nieta.
En 2020 obtuvo el Reconocimiento del Consulado General de Perú en la Comunidad Valenciana y Murcia como representante público (de origen peruano) por su apoyo a la integración de la comunidad peruana en España.

## Biografía
Nacida en Callao, ciudad portuaria de Perú, y licenciada en Derecho y abogada colegiada en el Colegio de Abogados de Lima, emigró a Milán durante los primeros años de la década de 1990, para fijar más tarde su residencia en Castellón donde se doctoró en Derecho constitucional por la Universidad Jaume I.
En Lima realizó sus estudios primarios y secundarios. La etapa secundaria y de bachillerato la hizo en el colegio alemán Alexander von Humboldt. Los estudios universitarios los desarrolló en la Facultad de Derecho y Ciencia Política de la Universidad de San Martín de Porres, donde destacó en las materias de derecho constitucional y de derechos humanos. Se colegió en el Colegio de Abogados de Lima y litigó durante unos años. 
En la primera década del siglo XXI, es cofundadora de la asociación de mujeres inmigrantes Castellón-Amuinca, donde profundiza su activismo por la igualdad de género y de los derechos humanos de las mujeres inmigrantes, actividad que la lleva a participar en la vida política y social de Castellón. 

## Carrera política
Milita en Podemos desde 2014 y forma parte del Círculo Sectorial de Migraciones PV desde septiembre de 2015 y del Círculo Territorial de Podemos en Castellón. Ha sido miembro del Consejo Municipal Ciudadano (CCM) de Castellón entre enero de 2015 y mayo de 2017 como responsable de Finanzas y Transparencia.
En 2017 formó parte del Consejo Ciudadano Autonómico (CCA) de la Comunidad Valenciana, en representación de los Círculos Sectoriales, como responsable de Finanzas y RRHH. Estuvo en la Ejecutiva de Podemos a nivel autonómico entre 2017 y 2020.
Actualmente forma parte del CCA de Podemos en la Comunidad Valenciana y del CCM de Castellón, siendo miembro de la Ejecutiva de esta última. 
Fue diputada autonómica por la circunscripción de Castellón y secretaria de la Mesa de Las Cortes Valencianas durante la IX Legislatura, desde finales de marzo de 2018.
En 2019 encabezó la lista de Podemos por Castellón y fue elegida diputada para la X Legislatura en Las Cortes Valencianas, dentro de la coalición de Unidas Podemos.
Como portavoz en Sanidad ha participado en la Comisión de Las Cortes Valencianas para reconstrucción social, económica y sanitaria tras la pandemia de Covid-19 y ha trabajado en la recuperación a lo público de la sanidad, como el hospital de Torrevieja.
También por la salud mental en la era del Covid-19, tanto de la población valenciana, así como del personal sanitario.
En la Comisión de Política Social y Empleo su trabajo se ha centrado en los derechos de los trabajadores inmigrantes y en los derechos humanos de las personas inmigrantes. En la discriminación racial y en la lucha contra el racismo. 

## Activista
Con la fundación de la Asociación de mujeres inmigrantes en Castellón-Amuinca, participa en diversos foros, congresos, conferencias, mesas y grupos de trabajos sobre los derechos humanos, especialmente los sociales y políticos. También ha participado en la Plataforma por los derechos de las trabajadoras de hogar y de cuidados de Castellón, reivindicando derechos laborales y sociales de las mujeres trabajadoras precarizadas. 
Durante su permanencia en la dirección de la Asociación, hasta el año 2015, representa a Amuinca como vocal, en el Consejo Municipal de Igualdad de Oportunidades de Hombres y Mujeres del Ayuntamiento de Castellón, que sustituye al Grupo de Coordinación de Asociaciones y Entidades que trabajan por la igualdad de Oportunidades entre Mujeres y Hombres del Ayuntamiento de Castellón. 
Además ha conducido el GIAT-MI (grupo de investigación, análisis y trabajo sobre mujeres inmigrantes) una estructura permanente de reflexión activa en torno a las mujeres inmigrantes,  en la que están representadas las personas, colectivos e instituciones relacionadas con las mismas (personas inmigrantes, asociaciones de mujeres inmigrantes, personal de Cáritas, Cruz Roja,  UGT, CC.OO., EDATI, Fundación Isonomía de la UJI),  que tiene como fin realizar actuaciones en pro de la igualdad de oportunidades y de los derechos humanos de las mujeres inmigrantes. 

## Reconocimientos
El 18 de febrero de 2020, en un evento en el que se reconoció a diferentes miembros de la colectividad y asociaciones peruanas, así como a autoridades y entidades oficiales valencianas, recibió el reconocimiento del Estado peruano, a través del Consulado de Perú en Valencia, por su labor como diputada autonómica que trabaja por los derechos de la comunidad de origen migrante y por las mujeres en España.